# INS Lahav
INS Lahav (502) (přeloženo jako „čepel“) je korveta Izraelského vojenského námořnictva třídy Sa'ar 5 postavená Northrop Grumman Ship Systems v roce 1993. Je jednou ze tří korvet třídy Sa'ar 5 izraelského námořnictva a jejím domovským přístavem je Haifa v Izraeli.
Kontrakt na výstavbu tří lodí byl podepsán začátkem 80. let. Lahav byla druhou lodí této třídy, která byla spuštěna na vodu v roce 1993 a uvedena do služby v září 1994. Lahav se během druhé libanonské války zúčastnila blokády libanonských přístavů. Zúčastnila se také řady cvičení NATO, včetně cvičení v dubnu 2008 s tureckým a americkým námořnictvem.
Lahav byla použita k testování protiletadlových střel Barak 8. První úspěšný odpal střely Barak 8 z Lahav proběhl v listopadu 2015.